# Logumer Vorwerk
Logumer Vorwerk is een klein dorp in de Duitse deelstaat Nedersaksen. Tot 1972 maakte het dorp deel uit van de toenmalige Landkreis Norden. In dat jaar werd het samen met Wybelsum toegevoegd aan de stad Emden. Het dorp is vernoemd naar het voormalige dorp Logum dat waarschijnlijk is verdronken in de Dollard.
- Virtual International Authority File: 244725108